# 伊斯蘭教的傳播
在先知穆罕默德逝世後，穆斯林的征服運動使哈里發國得以成立，他們佔據大片土地。受到傳教活動的刺激，特別是通過戰爭及征服，他們在阿拉伯及周邊地區傳播伊斯蘭教，穆斯林商人進一步把宗教廣傳到撒哈拉以南非洲、印度尼西亞及中國。外交貿易的頻繁交往及後來鄂圖曼帝國的擴張使伊斯蘭教向太平洋及大西洋的方向擴散，建立了穆斯林世界。
穆斯林王朝及帝國在各地得以建立，阿拔斯王朝、法蒂瑪王朝、穆拉比特王朝、塞爾柱王朝、索馬里的阿居蘭蘇丹國、阿達爾蘇丹國、瓦桑加利蘇丹國、印度的蒙兀兒帝國、波斯的薩法維王朝及安納托利亞的鄂圖曼帝國是當中世上最強大的一些伊斯蘭國家。在伊斯蘭黃金時代，巴格達成為了科學、文化、哲學、創作的中心。伊斯蘭教向南亞及東南亞的擴張在印度次大陸、馬來西亞、印度尼西亞形成國際性、兼收並蓄的穆斯林文化。
截至2015年，全球有18億穆斯林。伊斯蘭教是世界第二大宗教，亦是增長速度最快的宗教。在2010年至2015年，31%的新生兒是穆斯林，預期穆斯林新生兒的人數將會在2035年超過基督徒。

## 歷史
在穆罕默德逝世後，穆斯林先後由他的四位同伴領導，分別是阿布·伯克爾、歐麥爾、奧斯曼·本·阿凡及阿里，他們被稱為正統哈里發。通過發動聖戰，伊斯蘭教在他們統治下的三十年來快速向阿拉伯以東、以西及以北的方向傳播。正如穆罕默德所說，如果必須動用戰爭的手段來傳播信仰，他們就認為這是正當。

### 早期的哈里發及倭馬亞王朝
在穆罕默德逝世的一個世紀以內，伊斯蘭帝國已把勢力範圍拓展至阿拉伯以外，與拜占庭帝國及法蘭西王國接壤，在中東、北非、伊比利亞半島囊括大批基督徒及猶太人。近年的史學認為他們是出於非宗教的原因而擴張，包括為了滿足阿拉伯增長的人口而尋求新的肥沃土地、尋找對外征服的途徑以免部落內戰及保障商貿通道。九世紀歷史學家拜拉祖里稱首位哈里發阿布·伯克爾呼籲穆斯林發動聖戰進攻拜占庭帝國控制的敘利亞時除了訴諸宗教狂熱，亦以「搶略希臘心的財物」作為理由。在未形成宗教聖戰的概念之前，穆斯林已經開始了對外的征服。
學者艾拉·拉皮德斯辨別出兩種皈依伊斯蘭教的人：一種是阿拉伯半島及新月沃土的泛靈論者及信奉多神教的部落，另一種是穆斯林入侵前已經存在的基督徒及猶太人。
穆斯林受到信奉多神教的古萊什部落迫害而逃到索馬里。穆斯林在七世紀擊敗了古萊什對索馬里的商人及水手有重大的影響，他們信奉了伊斯蘭教，並隨著商貿活動而把伊斯蘭教傳播到索馬里的沿岸城市。
對於一個信奉多神教的社會來說，皈依伊斯蘭教除了出於宗教上的原因，亦是「部落、牧人在政治和經濟上謀求整合及建立一個更穩定的國家，並為了解決社會混亂的問題而追求一種更富想像性及包容性的道德觀念而作出的一種回應」。與此相對，對於往往信奉一神教的定居人口來說，「伊斯蘭教是在政治上除了拜占庭帝國及薩珊王朝以外、在宗教上除了基督教、猶太教及瑣羅亞斯德教以外的一個選擇」。穆斯林征服者在起初並沒有強制當地人皈依伊斯蘭教，當地人對此頗有抵觸，因為穆斯林剝奪了阿拉伯人原有經濟利益和地位。
不過，在接下來的多個世紀，隨著伊斯蘭教教義的發展及對穆斯林社群的了解加深，人們大規模皈依伊斯蘭教。認知伊斯蘭教在政治及宗教上的領導地位在各方面導致基督徒、猶太人等原有的其他宗教社群崩潰。
阿拉伯王朝的哈里發在帝國內興建學校，教授伊斯蘭教的知識及阿拉伯語，並興建大量清真寺，當中的一些保存至今，例如大馬士革的倭馬亞大清真寺。在倭馬亞王朝統治期間，伊斯蘭教的勢力再次對外擴張，在重奪埃及部分地區後，倭馬亞王朝沿著北非的海岸西征，並橫渡直布羅陀海峽征服了整個伊比利亞半島。每當征服一個地方的時候，當地就會興建清真寺，以供人們進行禮拜，大量的人口在這段期間改信伊斯蘭教。

### 阿拔斯王朝

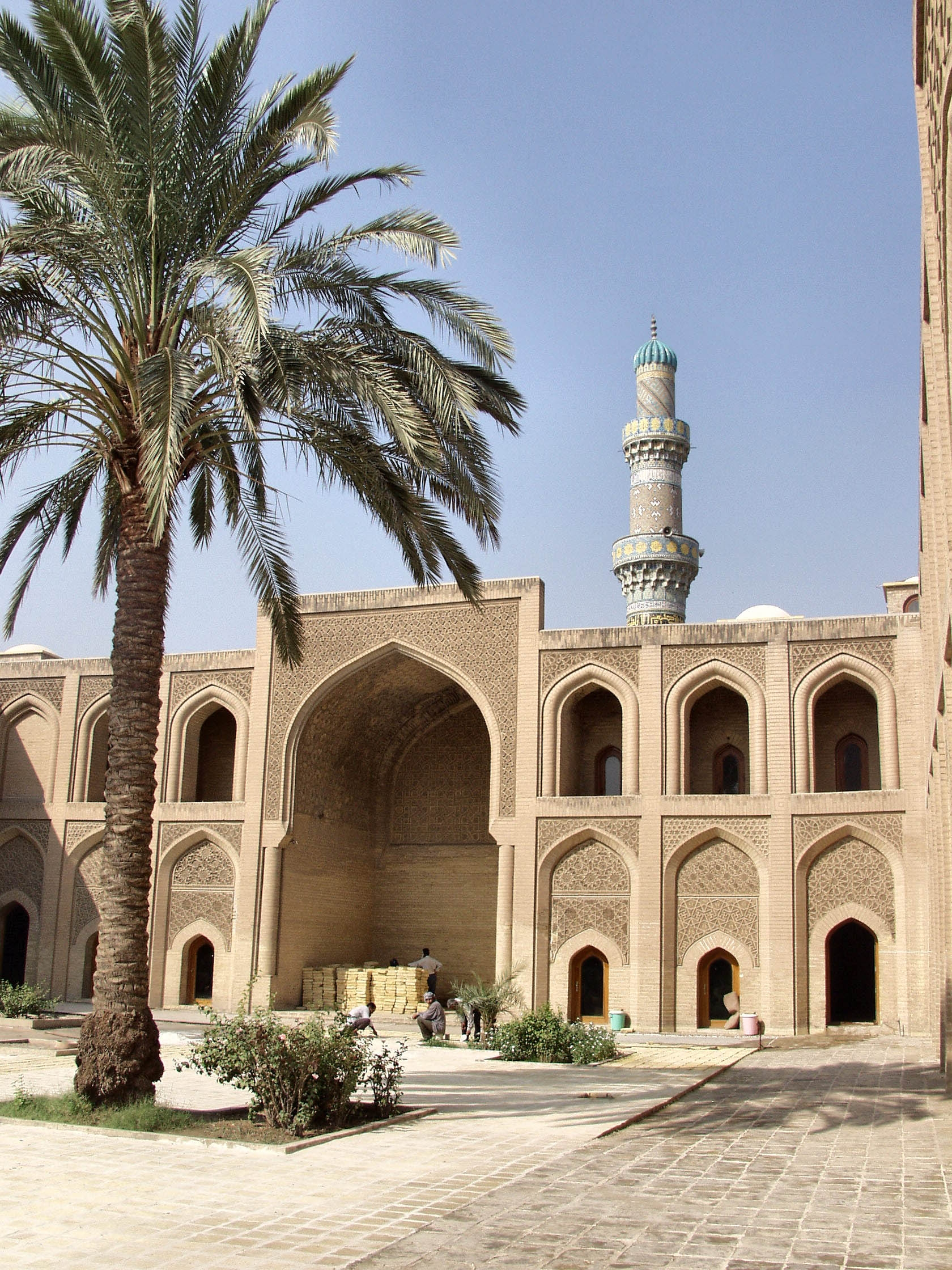
阿拔斯王朝創立了一些世界上最早的教育機構，例如智慧之家。

受到突厥人的干預及被東羅馬、法國人擊敗，穆斯林在阿拔斯王朝統治期間停下了擴張步伐。這時的哈里發及穆斯林統治者尊崇學者，鼓勵大量翻譯古代及周邊文化的作品，奠定了伊斯蘭教神學及法律的初期發展、伊斯蘭哲學及神秘主義的基礎及自然科學的進步。到十一世紀，大批突厥人開始大批改信伊斯蘭教，蘇非派的德爾維希（類似苦行僧）在當中發揮了重要的作用，穆斯林商人涉足撒哈拉沙漠以南地區亦使當地民眾漸漸改信伊斯蘭教。隨了通過撒哈拉沙漠的貿易路線把伊斯蘭教的信仰及習俗帶到西非，它還沿著尼羅河及穿越紅海傳到蘇丹及烏干達，東非的沿岸城鎮摩加迪沙、蒙巴薩及桑給巴爾等亦受到影響。
十世紀末大量人口改信伊斯蘭教的原因眾說紛紜。根據英國歷史學家阿爾伯特·胡拉尼，其中一個原因可能是：
伊斯蘭教有更清晰的定義，穆斯林與非穆斯林是更明確的界線。穆斯林的生活遵從更精密的禮教、信仰及法律制度，與非穆斯林有顯著的分別……基督徒、猶太人及祅教徒的定位清晰，他們在某程度上處於一個較低的地位。他們被視為是「有經者」及「契約的人」，指稱他們受到啟示及保護。一般來說，他們不會被強制改變信仰，但會受到限制。他們要繳納一種特別的稅項，不得穿戴某種顏色的衣物，亦不得迎娶穆斯林婦女。
這些規例大多數都是對《古蘭經》裡涉及非穆斯林（齊米）的經文進行的闡述。《古蘭經》裡並沒有很長的篇幅描述非穆斯林的行為，主要是承認「有經者」（猶太人、基督徒等信奉亞伯拉罕諸教的教徒）及向他們徵收一種與穆斯林繳納天課不同的稅項。
艾拉·拉皮德斯指出「在政治與經濟利益、成熟的文化及宗教的交織作用下」，伊斯蘭教對廣大社群甚具吸引力。他寫道：
為何人們會改信伊斯蘭教的問題往往引起強烈的感受。早期的歐洲學者相信人們改信伊斯蘭教是遭到武力征服的結果，那些被征服的人們要麼要改宗，要麼就要死亡。不過，從現在去看，雖然穆斯林國家也有強迫人們改變宗教信仰的做法，但事實上並不常見。穆斯林征服者希望控制他們多於改變他們的宗教信仰，許多人改信伊斯蘭教是出於自願……大部分個案都是有世俗及宗教上的原因。此外，改信伊斯蘭教不代表他們要完全放棄舊時的習慣及改頭換面。在接納新的宗教信仰及融入新的宗教社群的同時，大部分改宗的人們仍然會與他們原來的文化及社群保持深厚的關係。
他指出這造成當今穆斯林社會的多元化，形式及習俗各不相同。舊時的宗教社團崩潰亦導致人們改信伊斯蘭教，例如教堂的作用遭到削弱，有利於伊斯蘭教的傳播，大量突厥穆斯林遷到安那托利亞及巴爾幹半島，倡導「與伊斯蘭教相關的社會文化」，使大量人口改信伊斯蘭教。

### 塞爾柱帝國
到1044年，一個稱為塞爾柱的突厥部落佔據了伊朗高原的大部分地區，並在1055年侵略亞美尼亞、拜占庭帝國、博斯普魯斯海峽以南、敘利亞及伊拉克。塞爾柱人把土地分給軍事指揮官，換取他們的效力繼續入侵拜占庭帝國，又增建伊斯蘭學校。他們在1071年的曼齊刻爾特戰役擊敗拜占庭帝國，把基督教的勢力範圍逐出安那托利亞。
蒙古人在1242年擊敗了塞爾柱人，並迫使他們承認蒙古大汗是他們的宗主。蒙古帝國隨後被最後一位大汗的親屬瓜分，旭烈兀在伊朗、伊拉克及安那托利亞建立伊兒汗國。他們大多是佛教徒，但後來改信伊斯蘭教，取代塞爾柱人宏揚及傳播伊斯蘭教。

### 鄂圖曼帝國及蒙兀兒帝國
鄂圖曼一世在1299年建立鄂圖曼帝國，拜占庭帝國皇帝約翰六世·坎塔庫澤努斯請求鄂圖曼一世的兒子奧爾汗一世出兵支持他們在內戰裡對抗安娜·伊凡諾芙娜·羅曼諾娃，使東歐成為了伊斯蘭教的橋頭堡。約翰六世在隨後又多次請求請求鄂圖曼一世援助，應對塞爾維亞人及其他歐洲勢力的入侵，有利於伊斯蘭教在東歐的傳播。穆罕默德二世在1453年攻陷君士坦丁堡，它成為了這個穆斯林帝國的首都。塞利姆一世則攻取敘利亞、巴勒斯坦及埃及，繼任的蘇萊曼一世更把勢力範圍擴張至當今伊朗的邊界，並深入中歐，控制了匈牙利。在極盛時，鄂圖曼帝國的疆域從伊朗橫跨至維也納，他們在阿拉伯半島的征服直抵波斯灣的西岸及紅海的東岸，北非遠至阿爾及利亞亦是受到鄂圖曼帝國的控制。
在印度，巴布爾在德里蘇丹國滅亡後建立蒙兀兒帝國，控制當今阿富汗、巴基斯坦、印度及孟加拉的大片地區。在蒙兀兒帝國統治期間，穆斯林社群在整個印度繁衍，特別是在古吉拉特邦、西孟加拉邦及海德拉巴。來自阿富汗及伊朗的蘇非教團十分活躍，最終有超過四分之一人口改信伊斯蘭教。

### 殖民地時代至今
自十九世紀中葉後，歐洲在非洲及亞洲的殖民地有大量的穆斯林遷移到宗主國，經濟移民、難民及為了家庭團聚而遷移的穆斯林在西歐形成了龐大的穆斯林社區。鄂圖曼帝國等穆斯林帝國的解體及滅亡未有令伊斯蘭教的傳播遏止，雖然歐洲人在桑給巴爾、坦干伊加、肯尼亞、烏干達等地建立了保護國，但當地的穆斯林統治者仍保持著傳統的統治方式。蘇非教團成為了他們基本的社會組織，使伊斯蘭教得以繼續傳播。
穆斯林移民及他們的高生育率引起一些知識分子的擔憂，英國歷史學家尼爾·弗格森稱「年輕的穆斯林社群勢在把地中海南部殖民化」。學者貝特·葉奧亦在她的著作《歐拉伯》渲染出一個被穆斯林殘蝕的歐洲，並指當穆斯林的人口比例達到一定程度，歐洲的價值觀和體制都會遭到顛覆。
根據皮尤研究中心在2011年1月進行的調查，穆斯林在歐洲的人口比例預料會由2010年的6%增加到2030年的8%。

## 傳播方式
伊斯蘭教的專有名詞達瓦是指呼籲人們皈依伊斯蘭教。在歷史上，伊斯蘭教主要是通過商貿活動及武力征服來傳播。現代則傾向以政治取態、內化、團體組織及對社會福利問題的關注來宣揚伊斯蘭教。
穆罕默德通過各種方式來傳播伊斯蘭教，有聖訓記載他去信鄰國的統治者，呼籲他們改信伊斯蘭教：
希拉克略要來了由巴士裡王轉呈的信──此信是由使者的信使底哈葉遞交于巴士裡王的。他讀道：「奉摯愛仁慈的安拉之名！由安拉的僕人及其使者穆罕默德致羅馬皇帝希拉克略陛下：安拉賜于跟隨正道的人平安。啟者，我以伊斯蘭的教導勸告您，皈依伊斯蘭吧，您會得到平安。如此，安拉將賜予您平安和加倍的報酬；您若昧主，則應負被您管轄者的罪責。『有經的人們哪！你們來吧，讓我們共同遵守一種雙方認為公平的信條：我們大家只崇拜安拉，不以任何物配他，除安拉外，不以同類為主宰。他們若背叛時，你們對他們說：你們作證，我們是歸順的人們。』」——《布哈里聖訓實錄》
除了在早期主要通過遊說、說教的方式傳播伊斯蘭教，穆罕默德在抵達麥地那後宣稱真主准許他去戰鬥。伊斯蘭教的歷史文獻記載稱「先知接受真主的號召發動戰爭，對抗近在咫尺的多神教徒，這是他在接受真主感召後的第十三年」。
不過，利用戰爭及武力手段來傳播信仰被伊斯蘭教視為是終極的手段，特別是當非穆斯林妨礙伊斯蘭教傳播的時候。學者巴薩姆·蒂比指出伊斯蘭教的傳播在歷史上更傾向採用強制手段，他提道如果非穆斯林同意改變信仰及屈服，達瓦的目的就可以通過和平手段達成，但如果不能，穆斯林就會向他們發動戰爭。

### 吉哈德
根據《古蘭經》早期的經文，「吉哈德」一詞是指向不信道者進行宣傳及教導，勸誡他們歸信伊斯蘭教，本身沒有作戰的含義。相關的經文包括：
所以你不要順從不信道者，你應當藉此《古蘭經》而與他們努力奮鬥。——《古蘭經》25：52
先知啊！你當與不信道的人們和偽信的人們奮鬥，你當以嚴厲的態度對待他們。他們的歸宿是火獄，那歸宿真惡劣！——《古蘭經》9：73
著名教法學家伊本·凱伊姆·嘉伍茲亞提到吉哈德有幾種形式，其中一種是學習伊斯蘭教義，並學以致用盡力傳播伊斯蘭教。對於異教徒及偽信者，用自己的口舌來宣傳和反駁。什葉派及蘇非主義學者特別推崇以這種方式來進行吉哈德，以口筆傳播伊斯蘭教，勸誡大眾信奉伊斯蘭教，駁斥教內的異端邪說和教外的歪曲攻擊。《古蘭經》又提到「你應憑智慧和善言而勸人遵循主道，你應當以最優美的態度與人辯論，你的主的確知道誰是叛離他的正道的，他的確知道誰是遵循他的正道的。」由此可見，伊斯蘭教鼓吹以平和優美的語言和文字闡釋自己對伊斯蘭教的理解，並用溫和的方式向不理解伊斯蘭教的人們作出解釋。
其後的麥地那篇章使吉哈德開始帶有戰爭的意義，例如「以生命為主道奮鬥」﹐令作戰成為了實施吉哈德的手段之一。《古蘭經》在第九章的兩節經文表明了可以對異教徒發動戰爭，直至消滅他們、使他們繳納稅項或使他們皈依伊斯蘭教。
當禁月逝去的時候，你們在哪裡發現以物配主者，就在那裡殺戮他們，俘虜他們，圍攻他們，在各個要隘偵候他們。如果他們悔過自新，謹守拜功，完納天課，你們就放走他們。真主確是至赦的，確是至慈的。——《古蘭經》9：5
當抵抗不信真主和末日，不遵真主及其使者的戒律，不奉真教的人，即曾受天經的人，你們要與他們戰鬥，直到他們依照自己的能力，規規矩矩地交納丁税。——《古蘭經》9：29
這種形式的吉哈德在四大哈里發時期特別明顯，隨著穆斯林的實力增加，面對古萊什等部族的迫害，他們逐漸化被動為主動。在近代，隨著歐洲與中東勢力的此消彼長，穆斯林學者提出把吉哈德視為是對抗殖民主義及振興伊斯蘭教的方式，賽義德·毛杜迪將之定義為是傳播伊斯蘭教及與異教徒進行鬥爭的手段。

### 商貿活動
《古蘭經》賦予商人崇高而神聖的地位，穆罕默德曾經說「商人猶如世界上的信使，是真主在大地上可信賴的奴僕」。阿拉伯商人在經商的時候為了維護和保障自身的權益，需要聚居在一起及尋求認同，伊斯蘭教在當中具有不可替代的作用，使商業成為了伊斯蘭教發展的動力之一。
商貿活動對於伊斯蘭教在東亞及東南亞的傳播顯得特別明顯。阿拉伯商人在印度的科澤科德、科契、奎隆、錫蘭、中南半島的占婆、馬來群島的吉打、大泥、中國的廣州、泉州、揚州建立了貿易據點。許多阿拉伯穆斯林在當地通婚及定居，並在這些貿易中心建立了穆斯林社區。傳教士及穆斯林商人又沿著香料貿易路線在東南亞傳播伊斯蘭教，他們在蘇木都剌國、阿魯、勃拉克蘇丹國、德里、亞齊及淡目建立了社群。

### 移民
從穆罕默德出走麥地那到伊斯蘭教歷史上發生的宗教迫害、衝突及戰爭導致穆斯林移民，伊斯蘭教以移民為載體向外傳播宗教。《古蘭經》及聖訓亦對移民抱持開放的態度。
誰為主道而遷移，誰在大地上發現許多出路，和豐富的財源。誰從家中出走，欲遷至真主和使者那裡，而中途死亡，真主必報酬誰。——《布哈里聖訓實錄》第2798號
伊斯蘭教創立及早期傳播的地區處於生態環境脆弱、災害頻仍的乾旱地區，而且生產水平低下，促使穆斯林向更富遮的地區遷移，而全球經濟發展的不平衡，使外部經濟的富有與伊斯蘭教流行地區的貧困形成了梯度，也刺激穆斯林移民。敘利亞、利比亞及阿富汗的軍事衝突使美國及歐洲的穆斯林人口增長，德國在2015年收容了超過100萬移民，大部分都是穆斯林。
婚姻是穆斯林人口成長的原因，由於夫妻如不同信仰需改宗回教，夫妻關係才可成立。回教徒的生育率亦較其他信仰的人口高(因多不接受節育)。

### 清真寺
清真寺在伊斯蘭教裡處於樞紐地位，是穆斯林冥想、禮拜、進行宗教教育及政治討論的中心。在伊斯蘭教傳播的所到之處，清真寺就是教授和學習《古蘭經》及先知教誨的中心。它兼具特定的社會功能，例如嬰兒的取經名、成年人的婚禮、亡人的殯禮等重大的個人事件都在清真寺內完成，是強化及傳播伊斯蘭教的載體。

## 影響
隨著伊斯蘭教的傳播，全世界也接收到伊斯蘭教的訊息，穆斯林社群迅速從阿拉伯擴散到全球，把不同文化、民族及國家的人們整合在一起。穆斯林征服了信奉多神教的遊牧民族，由於他們信奉不同的神靈，使得他們在政治上難以馴服，妨礙許多地區的和平及統一。改信伊斯蘭教破除了這個障礙，共同的信仰使他們願意效忠，有利於穆斯林帝國的崛起。伊斯蘭教在不同地區的傳播導致文學及藝術的盛行，並造就了一些建築成就，其中開羅、巴格達、伊斯法罕及印度的城市受到最大的影響。
伊斯蘭教在政治當中的積極參與改變了世界政治面貌，一些國家隨著伊斯蘭教的復興而成為政教合一國家，如沙特阿拉伯及伊朗。在另一些國家，伊斯蘭教以政黨的形式走上政治舞台，馬來西亞伊斯蘭黨、埃及的自由與正義黨、阿爾及利亞的伊斯蘭拯救陣線等具有一定的群眾基礎和號召力。伊斯蘭極端主義及恐怖主義隨著伊斯蘭教的擴張而發揮影響力，一些極端組織提倡建立實行伊斯蘭教法的伊斯蘭國家，並制造多起流血事件。博科聖地給尼日利亞造成大量人命及財物損失，而為了打擊這些恐怖勢力，政府的軍費開支節節攀升。
在2015年後，穆斯林難民的湧入與巴黎及布魯塞爾發生的恐佈襲擊使歐洲的輿論把矛頭指向他們。有分析指在歐洲人口的負增長及老齡化的時代，外來的穆斯林侵佔了歐洲人的空間，同時伊斯蘭教利用基督教趨弱的形勢宣傳意識形勢，這種危機感促使他們患上伊斯蘭恐懼症，而把這些移民稱為「低等」、「侵略性」及「反西方」。
伊斯蘭教的傳播對一些地區的教育和文化起了重要的作用。它利用興辦教育來宣教，在基礎教育及高等教育方面的發展和促進作出了貢獻。伊斯蘭國家會議組織承辦建成的烏干達伊斯蘭大學是一所教學及學術水平很高的大學，向世界輸送了數以千計的人才。
阿拉伯及波斯文化隨著伊斯蘭教的傳播而與其他文化結合，產生了文化交流的可能性。受到伊斯蘭教的影響，中亞的遊牧民族開辦經文教育，教授阿拉伯語、詞法及歷史等，培養出一些文學家和學者，例如哈薩克學者克得爾阿里·加拉里。

## 引用
1. ↑  Poon（2017年），The Islamic Empire: Muhammad (622-632)
2. ↑  Kovacs（2016年），第8页
3. ↑  Karagözoğlu（2017年），第141页
4. ↑  Hallaq（2009年），第1页
5. ↑  Kobeisy（2004年），第11页
6. ↑  Simmonds（2014年），第56页
7. ↑  Hashmi（2012年），第23页
8. 1 2 3 4 5 6  Lapidus（2002年），第200-201页
9. ↑  Tabarani（2011年），第199-200页
10. ↑  Kuban（1974年），第14页
11. ↑  Campo（2009年），第687页
12. ↑  Lal（2001年），第53页
13. ↑  Meri（2006年），第1-2页
14. ↑  Jaleel（2015年），第578页
15. ↑  Bulliet等（2018年），第255页
16. ↑  Hourani，Hourani & Ruthven（2002年），第96-97页
17. ↑  Arnold（1993年），第123页
18. ↑  Hourani，Hourani & Ruthven（2002年），第41-48页
19. ↑  Campo（2009年），第308页
20. ↑  Volk（2015年），第141页
21. 1 2  Lapidus（2002年），第271页
22. ↑  Nigosian（2004年），第31-32页
23. ↑  Shaw & Shaw（1976年），第8-9页
24. ↑  Tiliouine & Estes（2016年），第62页
25. ↑  Peretz（1994年），第53页
26. ↑  Syed，Akhtar & Usmani（2011年），第9页
27. ↑  Bowering等（2012年），第141页
28. 1 2  Nielsen等（2014年），第9页
29. ↑  Esposito（2004年），第64页
30. ↑  Gabriel（2004年），第49页
31. ↑  Jackson（2014年），第135页
32. ↑  馬堅（1981年），第277页
33. ↑  馬堅（1981年），第441页
34. ↑  易卜拉欣（2005年），第97页
35. ↑  侯宇翔（2015年），第118-124页
36. ↑  馬堅（1981年），第211页
37. ↑  董振楠（2012年），第27-28页
38. 1 2  侯宇翔 & 趙九之（2016年），第19-28页
39. ↑  馬堅（1981年），第139页
40. ↑  馬堅（1981年），第142页
41. ↑  崔守軍（2018年），第18-30页
42. ↑  馬茂德（1981年），第65页
43. 1 2 3  黃佛君 & 段漢明（2011年），第63-67页
44. ↑  Sen（2009年），第158页
45. ↑  Colander（2016年），第194页
46. ↑  Risha（2014年），第111页
47. ↑  Kateregga & Shenk（1980年），第52页
48. ↑  Freeman-Grenville & Munro-Hay（2006年），第xii页
49. ↑  Peletz（2002年），第10页
50. 1 2 3  周海金（2014年），第159-170页
51. ↑  范若蘭（2010年），第73-77页
52. ↑  房樂憲 & 吳學銳（2017年），第96-103页
53. ↑  蒙加尼 & 校仲彝（2007年），第57-65页

### 書目
- （英文）Poon, Jimmy, , Word Alive Press, 2017, ISBN 1486614515

- （英文）Kovacs, Vic, , Word Alive Press, 2016, ISBN 1486614515

- （英文）Karagözoğlu, Bahattin, , Springer, 2017, ISBN 3319528904

- （英文）Hallaq, Wael B., , Cambridge University Press, 2009, ISBN 1139489305

- （英文）Kobeisy, Ahmed Nezar, , Greenwood Publishing Group, 2004, ISBN 0313324727

- （英文）Simmonds, David, , Nelson Thornes, 2014, ISBN 0174370571

- （英文）Hashmi, Sohail H., , Oxford University Press, 2012, ISBN 0199920826

- （英文）Lapidus, Ira M., , Cambridge University Press, 2002, ISBN 0521779332

- （英文）Tabarani, Gabriel G., , AuthorHouse, 2011, ISBN 1467891800

- （英文）Kuban, Doğan, , BRILL, 1974, ISBN 9004038132

- （英文）Campo, Juan Eduardo, , Infobase Publishing, 2009, ISBN 1438126964

- （英文）Lal, Deepak, , MIT Press, 2001, ISBN 0262621541

- （英文）Meri, Josef W., , Taylor & Francis, 2006, ISBN 0415966914

- （英文）Jaleel, Talib, , EDC Foundation, 2015

- （英文）Bulliet, Richard; Crossley, Pamela; Headrick, Daniel; Hirsch, Steven; Johnson, Lyman, , Cengage Learning, 2018, ISBN 1337670634

- （英文）Shanguhyia, Martin S.; Falola, Toyin, , Springer, 2018, ISBN 1137594268

- （英文）Hourani, Albert Habib; Hourani, Albert; Ruthven, Malise, , Harvard University Press, 2002, ISBN 0674010175

- （英文）Arnold, Guy, , Longman Current Affairs, 1993, ISBN 0582209951

- （英文）Volk, Lucia, , Routledge, 2015, ISBN 1317501748

- （英文）Nigosian, Solomon A., , Indiana University Press, 2004, ISBN 0253110742

- （英文）Shaw, Stanford J.; Shaw, Ezel Kural, , Cambridge University Press, 1976, ISBN 0521291631

- （英文）Tiliouine, Habib; Estes, Richard J., , Springer, 2016, ISBN 3319247743

- （英文）Peretz, Don, , Greenwood Publishing Group, 1994, ISBN 0275945758

- （英文）Syed, Muzaffar Husain; Akhtar, Syed Saud; Usmani, B D, , Vij Books India Pvt Ltd, 2011, ISBN 938257347X

- （英文）Bowering, Gerhard; Crone, Patricia; Kadi, Wadad; Stewart, Devin J.; Zaman, Muhammad Qasim; Mirza, Mahan, , Princeton University Press, 2012, ISBN 140083855X

- （英文）Nielsen, Jørgen; Akgönül, Samim; Alibašić, Ahmet; Racius, Egdunas,  6, BRILL, 2014, ISBN 9004283056

- （英文）Esposito, John L., , Oxford University Press, 2004, ISBN 0199757267

- （英文）Jackson, Roy, , Routledge, 2014, ISBN 1317814045

- （英文）Gabriel, Mark A., , Charisma Media, 2004, ISBN 1591852919

- （简体中文）馬堅, , 中國社會科學出版社, 1981

- （简体中文）易卜拉欣, , 藍月出版社, 2005

- （简体中文）侯宇翔, , 阿拉伯研究論叢, 2015, 2: 118–124

- （简体中文）董振楠, , 佳木斯教育學院學報, 2012, 117: 27–28

- （简体中文）侯宇翔; 趙九之, , 世界宗教文化, 2016,, 2 （2016）: 19–28

- （简体中文）崔守軍, , 阿拉伯世界研究, 2018,, 4 (2018): 18–30

- （简体中文）馬茂德, , 中國社會科學出版社, 1981

- （简体中文）黃佛君; 段漢明, , 西北民族大學學報, 2011,, 5 （2011）: 63–67

- （英文）Sen, Tan Ta, , Institute of Southeast Asian Studies, 2009, ISBN 9812308377

- （英文）Colander, David C., , Taylor & Francis, 2016, ISBN 1317225732

- （英文）Risha, Sarah, , Lexington Books, 2014, ISBN 1498500900

- （英文）Kateregga, Badru D.; Shenk, David W., , Uzima Publishing House, 1980, ISBN 9966855483

- （英文）Freeman-Grenville, Greville Stewart Parker; Munro-Hay, Stuart Christopher, , Bloomsbury Publishing USA, 2006, ISBN 1441165339

- （英文）Peletz, Michael G., , Princeton University Press, 2002, ISBN 0691095086

- （简体中文）周海金, , 世界宗教研究, 2014,, 4 （2014）: 159–170, doi:10.3969/j.issn.1000-4289.2014.04.019

- （简体中文）范若蘭, , 世界宗教研究, 2010,, 1 （2010）: 73–77

- （简体中文）房樂憲; 吳學銳, , 當代世界與社會主義, 2017,, 3 （2017）: 96–103, doi:10.16502/j.cnki.11-3404/d.2017.03.013

- （简体中文）蒙加尼, 尼合邁德; 校仲彝, , 新疆社會科學, 2007,, 4 （2007）: 57–65

### 線上資料
1. ↑  Robert D. Kaplan. . Los Angeles Times. 2010-10-24  [2018-09-17]. （原始内容存档于2018-10-21）.
2. ↑  Michael Lipka. . Pew Research Center. 2017-08-09  [2018-09-17]. （原始内容存档于2018-04-25）.
3. ↑  . Pew Research Center's Religion & Public Life Project. 2017-04-05  [2018-09-17]. （原始内容存档于2017-04-06）.
4. ↑  Jørgen S. Nielsen. . magma.fi. 2011-03-31  [2018-09-24]. （原始内容存档于2018-09-25）.
5. ↑  . The Pew Forum. 2012-03-23  [2018-09-25]. 原始内容存档于2012-03-23.
6. 1 2  . www.islam.org.hk.   [2018-09-26]. （原始内容存档于2020-06-30）.